# Ратна машина
Џејмс Руперт „Роуди” Роудс, (енгл. James Rupert "Rhodey" Rhodes) познатији као Ратна машина (енгл. War Machine) је измишљени суперхерој који се појављује у америчким стриповима које издаје Марвел комикс. Џим Роудс се први пут појавио у стрипу Iron Man #118 (јануара 1979. године) Дејвида Мишелинија и Џона Бирна. Оклоп Ратна машина, који је постао његов заштитни знак, креирали су Лен Камински и Кевин Хопгуд.
У 2012. години, Ратна машина је био на 31. месту Ај-Џи-Ен-овог списка „The Top 50 Avengers”. Лик је приказан у анимираној серији Ајрон мен, серији Iron Man: Armored Adventures и анимираном филму The Invincible Iron Man. У Марвеловом филмском универзуму, Роудса је првобитно глумио Теренс Хауард у филму Ајронмен (2008), чија се радња дешава пре него што је постао Ратна машина. Дон Чилд је преузео Хауардову улогу у филму Ајронмен 2 (2010) и поновио је своју улогу у филмовима Ајронмен 3 (2013), Осветници: Ера Алтрона (2015), Капетан Америка: Грађански рат (2016), Осветници: Рат бескраја (2018)  и Осветници: Крај игре (2019), а накратко се појавио у филму Капетан Марвел (2019).